# 도모시리섬
도모시리섬(友知島)은 일본 홋카이도 네무로 지청 네무로시에 위치해 있는 섬이다.
네무로반도 남쪽편의 섬으로, 이 섬 북쪽에는 치토모시리섬이 있다. 이 섬 주변의 바다는 북태평양과 오호츠크해이다. 이 섬은 사람이 살지 않는 무인도 화산섬이다.

## 같이 보기
- 네무로시
- 네무로 지청
- 네무로반도
- 노삿푸곶
- 태평양
- 오호츠크해
- 치토모시리섬